# Hannah Yakin
Hannah Yakin (geboren als Hannah van Hulst, Amsterdam, 3 maart 1933) is een Nederlands-Israëlisch beeldend kunstenares en auteur. Ze is de weduwe van Abraham Yakin. Het echtpaar hield zich intensief bezig met beeldende kunst.

## Biografie
Yakin is de dochter van ir. Jan van Hulst (1903-1975) en Paula (Pauline) Horowitz (1899-1945), en een zus van Alexandra Terlouw-van Hulst; een broer van haar moeder was prof. dr. ir. Alexandre Horowitz (1904-1982). Yakins moeder was van Joodse afkomst. Haar grootvader Paul Horowitz en diens zuster Zina, die bij de familie inwoonde, kregen een oproep om zich te melden bij de Hollandsche Schouwburg. Paul Horowitz werd ziek en overleed in de Centrale Israëlietische Ziekenverpleging. Zina Horowitz kwam in 1943 om in Auschwitz.
Yakins vader slaagde erin met hulp van de huisarts-antropoloog Arie de Froe om zijn schoonmoeder Marguerite Zuckerman, en daarmee ook zijn eigen kinderen, op valse gronden te "ontjoodsen". Het gezin verhuisde vervolgens naar Amstelveen. Van Hulst bood onderdak aan Joodse onderduikers en hielp andere Joden bij hun "ontjoodsing". Na een huiszoeking in september 1944 waarbij de Duitsers niks vonden besloot het gezin onder te duiken. Yakins moeder overleed in februari aan ziekte.
Als kind tijdens de Tweede Wereldoorlog kon Yakin niet naar school. Ze vulde in die tijd gebruikte schoolschriften met haar eigen verhalen en tekeningen. Later studeerde ze aan de Kunstacademie Artibus in Utrecht, en bij Paul Colin in Parijs. In 1956 emigreerde zij naar Israël. Ze studeerde Hebreeuws in kibboets Ein HaSjofeet en werkte daarna als tekenlerares in het psychiatrisch ziekenhuis Talbieh, Jeruzalem.
In 1957 trouwde ze met Abraham Yakin. Het echtpaar kreeg acht kinderen.
Samen met haar man hield Yakin tientallen tentoonstellingen in onder meer Israël, de Verenigde Staten en Nederland. Tegenwoordig houdt ze zich voornamelijk bezig met schrijven.

## Toneelstuk door Patricia O’Donnovan
In het verhaal Of Tortoises and other Jews eert Yakin haar vader, die actief was in Nederlands verzet in de Tweede Wereldoorlog. Op basis van dit verhaal maakte Patricia O’Donnovan het toneelstuk Jan’s daughter. In 2004 werd dit toneelstuk uitgevoerd tijdens het internationale poppenspelfestival in Meppel.